# Saison 1 de 9-1-1
Chronologie
Saison 2
Cet article présente le guide des épisodes de la première saison de la série télévisée américaine 9-1-1.

## Généralités
- Aux États-Unis, cette saison a été diffusée du 3 janvier 2018 au 21 mars 2018 sur le réseau Fox[1].
- Au Canada, elle a été diffusée en simultané à partir du quatrième épisode sur le réseau Global.
- En France, elle a été diffusée du 28 mars 2019 au 25 avril 2019 sur M6.

## Distribution

### Acteurs principaux
- Angela Bassett (VF : Maïk Darah) : Athena Grant
- Peter Krause (VF : Guillaume Orsat) : Robert « Bobby » Nash
- Oliver Stark (VF : Franck Lorrain) : Evan « Buck » Buckley
- Aisha Hinds (VF : Laura Zichy) : Henrietta « Hen » Wilson
- Kenneth Choi (VF : Marc Perez) : Howard « Chimney » Han
- Rockmond Dunbar (VF : Gilles Morvan) : Michael Grant
- Connie Britton (VF : Emmanuèle Bondeville) : Abigail « Abby » Clark

### Acteurs récurrents
- Mariette Hartley (VF : Cathy Cerda) : Patricia Clark, la mère d'Abby (7 épisodes)
- Cocoa Brown (en) : Carla Price (7 épisodes)
- Corinne Massiah (VF : Cécile Gatto) : May Grant (5 épisodes)
- Marcanthonee Jon Reis (VF : Gwenaëlle Julien) : Harry Grant (5 épisodes)
- Tracie Thoms : Karen Wilson (4 épisodes)
- Alex Loynaz : Terry Flores (4 épisodes)

### Acteurs invités
- Gavin Stenhouse : Prêtre (épisodes 1, 5 et 8)
- Abby Brammell : Eva Mathis (épisodes 5, 7 et 9)
- Rachel Breitag : Tatiana (épisodes 1 et 3)
- John Marshall Jones : Dave Morrisey (épisodes 1 et 4)
- Brielle Barbusca : Cooper (épisodes 3 et 4)
- Josephine Lawrence : Georgina (épisodes 3 et 4)
- Genneya Walton : Laila Creedy (épisodes 3 et 4)
- Doug Savant : Matthew Clark (épisodes 3 et 10)
- Noelle E Parker : Brook, fille de Bobby (épisodes 4 et 5)
- London Cheshire : Robert Jr., fils de Bobby (épisodes 4 et 5)
- Declan Pratt : Denny Wilson (épisodes 5 et 10)
- Todd Williams : Aaron Brooks (épisodes 8 et 9)
- Debra Christofferson : Sue Blevins (épisode 7)
- Pete Ploszek : Connor (épisode 7)
- Lex Medlin : Sean (épisode 8)
- Rebecca Wisocky (VF : Véronique Borgias) : Marjorie Daniels (épisode 9)
- Devin Druid : le fils de Marjorie (épisode 9)

## Épisodes

### Épisode 1:Le Cœur au ventre
- États-Unis : 3 janvier 2018 sur Fox[2]
- Canada : 24 janvier 2018 sur GlobalTV.com
- Suisse : 8 juillet 2018 sur RTS Un[3]
- Québec : 24 septembre 2018 sur Moi & Cie Télé
- Belgique : 20 janvier 2019 sur RTL-TVI[4]
- France : 28 mars 2019 sur M6[5]

- États-Unis : 6,83 millions de téléspectateurs[6] (première diffusion)
- France : 2,865 millions de téléspectateurs (12,8 %)[7] (première diffusion)

- Corinne Massiah (May Grant)
- Marcanthonee Jon Reis (Harry Grant)
- Mariette Hartley (Patricia Clark)
- John Marshall Jones (Dave Morrisey)
- Gavin Stenhouse (Prêtre)

### Épisode 2:Lâcher-prise
- États-Unis : 10 janvier 2018 sur Fox
- Canada : 24 janvier 2018 sur GlobalTV.com
- Suisse : 8 juillet 2018 sur RTS Un
- Québec : 1er octobre 2018 sur Moi & Cie Télé
- Belgique : 20 janvier 2019 sur RTL-TVI
- France : 28 mars 2019 sur M6

- États-Unis : 5,55 millions de téléspectateurs[8] (première diffusion)
- France : 2,4 millions de téléspectateurs (12,7 %)[7] (première diffusion)

- Corinne Massiah (May Grant)
- Marcanthonee Jon Reis (Harry Grant)
- Mariette Hartley (Patricia Clark)
- Caleb Castille (Chad)

### Épisode 3:Notre famille
- États-Unis : 17 janvier 2018 sur Fox
- Canada : 24 janvier 2018 sur GlobalTV.com
- Suisse : 15 juillet 2018 sur RTS Un
- Québec : 8 octobre 2018 sur Moi & Cie Télé
- Belgique : 27 janvier 2019 sur RTL-TVI
- France : 28 mars 2019 sur M6

- États-Unis : 6,16 millions de téléspectateurs[9] (première diffusion)
- France : 1,77 million de téléspectateurs (14,6 %)[7] (première diffusion)

- Doug Savant (Matthew Clark)
- Heather Mazur (Beth Clark)
- Corinne Massiah (May Grant)
- Marcanthonee Jon Reis (Harry Grant)
- Mariette Hartley (Patricia Clark)
- Cocoa Brown (Carla Price)
- Genneya Walton (Laila Creedy)
- Rachel Breitag (Tatiana)
- Ross Partridge (Daniel Cooper)
- Shannon Lorance (Malina Cooper)

### Épisode 4:Jour de cauchemar
- États-Unis /  Canada : 24 janvier 2018 sur Fox / Global
- Suisse : 15 juillet 2018 sur RTS Un
- Québec : 15 octobre 2018 sur Moi & Cie Télé
- Belgique : 27 janvier 2019 sur RTL-TVI
- France : 4 avril 2019 sur M6

- États-Unis : 6,57 millions de téléspectateurs[10] (première diffusion)
- Canada : 1,416 million de téléspectateurs[11] (première diffusion + différé 7 jours)
- France : 2,431 millions de téléspectateurs (10,5 %)[12] (première diffusion)

- Mariette Hartley (Patricia Clark)
- Cocoa Brown (Carla)
- Oscar Nunez (Guillermo)
- Erin Cahill (Tammy)
- Claudia Christian (Capitaine Maynard)
- Genneya Walton (Laila Creedy)
- John Marshall Jones (Dave Morrissey)
- Todd Sandler (Wally)
- Sophia Brown (Candace Creedy)
- Christopher Duncan (Paul Creedy)
- Michael Dempsey (Officier Dowers)
- J.D. Walsh (Officier Gerrard)
- Tyler Francavilla (Bill Parsons)
- Josephine Lawrence (Georgina)

### Épisode 5:Chemin de croix
- États-Unis /  Canada : 31 janvier 2018 sur Fox / Global
- Suisse : 15 juillet 2018 sur RTS Un
- Québec : 22 octobre 2018 sur Moi & Cie Télé
- Belgique : 3 février 2019 sur RTL-TVI
- France : 4 avril 2019 sur M6

- États-Unis : 6,21 millions de téléspectateurs[13] (première diffusion)
- Canada : 1,314 million de téléspectateurs[14] (première diffusion + différé 7 jours)
- France : 2,09 millions de téléspectateurs (10,2 %)[12] (première diffusion)

- Mariette Hartley (Patricia Clark)
- Gavin Stenhouse (Prêtre)
- Cocoa Brown (Carla Price)
- Oscar Nunez (Guillermo)
- Declan Pratt (Denny Wilson)

### Épisode 6:Les Bourreaux des cœurs
- États-Unis /  Canada : 7 février 2018 sur Fox / Global
- Suisse : 22 juillet 2018 sur RTS Un
- Québec : 29 octobre 2018 sur Moi & Cie Télé
- Belgique : 3 février 2019 sur RTL-TVI
- France : 4 avril 2019 sur M6

- États-Unis : 6,64 millions de téléspectateurs[15] (première diffusion)
- Canada : 1,314 million de téléspectateurs[16] (première diffusion + différé 7 jours)
- France : 1,68 million de téléspectateurs (12,3 %)[12] (première diffusion)

- Mariette Hartley (Patricia Clark)
- Cocoa Brown (Carla Price)

### Épisode 7:Pleine lune
- États-Unis /  Canada : 28 février 2018 sur Fox / Global
- Suisse : 22 juillet 2018 sur RTS Un
- Québec : 5 novembre 2018 sur Moi & Cie Télé
- Belgique : 10 février 2019 sur RTL-TVI
- France : 11 avril 2019 sur M6

- États-Unis : 5,95 millions de téléspectateurs[17] (première diffusion)
- Canada : 1,181 million de téléspectateurs[18] (première diffusion + différé 7 jours)
- France : 2,388 millions de téléspectateurs (10,5 %)[19] (première diffusion)

- Tracie Thoms (Karen Wilson)
- Abby Brammell (Eva)
- Jenny O'Hara (Nora)
- Debra Christofferson (Sue Blevins)
- Colby French (Détective Marks)
- Alex Loynaz (Terry)

### Épisode 8:On n'échappe pas à son destin
- États-Unis /  Canada : 7 mars 2018 sur Fox / Global
- Suisse : 22 juillet 2018 sur RTS Un
- Québec : 12 novembre 2018 sur Moi & Cie Télé
- Belgique : 10 février 2019 sur RTL-TVI
- France : 11 avril 2019 sur M6

- États-Unis : 6,05 millions de téléspectateurs[20] (première diffusion)
- Canada : 1,518 million de téléspectateurs[21] (première diffusion + différé 7 jours)
- France : 2,16 millions de téléspectateurs (11 %)[19] (première diffusion)

- Connie Massiah (May Grant)
- Bree Turner (Sarah)
- Jackson Hurst (Dan)
- Marcanthonee Reis (Harry Grant)
- Gavin Stenhouse (Prêtre)
- Ivar Brogger (Dr Irving)

### Épisode 9:Pris au piège
- États-Unis /  Canada : 14 mars 2018 sur Fox / Global
- Suisse : 29 juillet 2018 sur RTS Un
- Québec : 19 novembre 2018 sur Moi & Cie Télé
- Belgique : 17 février 2019 sur RTL-TVI
- France : 11 avril 2019 sur M6

- États-Unis : 6,55 millions de téléspectateurs[22] (première diffusion)
- Canada : 1,365 million de téléspectateurs[23] (première diffusion + différé 7 jours)
- France : 1,73 million de téléspectateurs (13,8 %)[19] (première diffusion)

- Mariette Hartley (Patricia Clark)
- Cocoa Brown (Carla Price)
- Todd Williams (Aaron Brooks)
- Alex Loynaz (Terry)

### Épisode 10:Le Nouveau Moi
- États-Unis /  Canada : 21 mars 2018 sur Fox / Global
- Suisse : 29 juillet 2018 sur RTS Un
- Québec : 26 novembre 2018 sur Moi & Cie Télé
- Belgique : 17 février 2019 sur RTL-TVI
- France : 25 avril 2019 sur M6

- États-Unis : 6,63 millions de téléspectateurs[24] (première diffusion)
- Canada : 1,582 million de téléspectateurs[25] (première diffusion + différé 7 jours)
- France : 2,355 millions de téléspectateurs (10,5 %)[26] (première diffusion)

- Mariette Hartley (Patricia Clark)
- Cocoa Brown (Carla Price)
- Doug Savant (Matthew Clark)
- Connie Massiah (May Grant)
- Marcanthonee Reis (Harry Grant)
- Declan Pratt (Denny Wilson)

## Audiences aux États-Unis
| N° d'épisode | Titre original        | Titre français                | Chaîne | Date de diffusion originale | Audience (en millions de téléspectateurs) | Pdm sur les 18-49 ans |
| ------------ | --------------------- | ----------------------------- | ------ | --------------------------- | ----------------------------------------- | --------------------- |
| 1            | Pilot                 | Le cœur au ventre             | FOX    | 3 janvier 2018              | 6.83                                      | 1.8                   |
| 2            | Let Go                | Lâcher-prise                  | FOX    | 10 janvier 2018             | 5.55                                      | 1.5                   |
| 3            | Next of Kin           | Notre famille                 | FOX    | 17 janvier 2018             | 6.16                                      | 1.8                   |
| 4            | Worst Day Ever        | Jour de cauchemar             | FOX    | 24 janvier 2018             | 6.57                                      | 1.6                   |
| 5            | Point of Origin       | Chemin de croix               | FOX    | 31 janvier 2018             | 6.21                                      | 1.6                   |
| 6            | Heartbreaker          | Les bourreaux des cœurs       | FOX    | 7 février 2018              | 6.64                                      | 1.7                   |
| 7            | Full Moon (Creepy AF) | Pleine lune                   | FOX    | 28 février 2018             | 5.95                                      | 1.5                   |
| 8            | Karma's a Bitch       | On n'échappe pas à son destin | FOX    | 7 mars 2018                 | 6.05                                      | 1.6                   |
| 9            | Trapped               | Pris au piège                 | FOX    | 14 mars 2018                | 6.55                                      | 1.6                   |
| 10           | A Whole New You       | Le nouveau moi                | FOX    | 21 mars 2018                | 6.63                                      | 1.7                   |